# Баня (Сливенська область)
Ба́ня (болг. Баня) — село в Сливенській області Болгарії. Входить до складу общини Нова Загора.

## Населення
За даними перепису населення 2011 року у селі проживали 1479 осіб.
Національний склад населення села:
| Національність   | Кількість осіб | Відсоток |
| ---------------- | -------------- | -------- |
| болгари          | 887            | 69,9 %   |
| турки            | 309            | 24,3 %   |
| цигани           | 8              | 0,6 %    |
| інша             | 38             | 3,0 %    |
| не визначились   | 27             | 2,1 %    |
| Всього відповіли | 1269           |          |

Розподіл населення за віком у 2011 році:
Динаміка населення: